# Chukwuemeka Odumegwu Ojukwu
Chukwuemeka Odumegwu Ojukwu, (født 4. november 1933 i Zungeru, delstaten Niger, død 26. november 2011 i London, var en nigeriansk officer og politiker.

## Biografi
Ojukwu var officer i Nigerias hær fra 1957 og blev militærguvernør i Østregionen efter militærkuppet i Nigeria den 15. januar 1966. I 1967 proklamerade han Østregionen som republikken Biafra, og blev dets statsoverhoved. Han ledte Biafras kamp for selvstændighed og blev en omstridt mand i Afrika. Umiddelbart før Biafras kapitulation i januar 1970 forlod han området og fik politisk asyl i Elfenbenskysten. Han vendte tilbage til Nigeria i 1982, hvor han blev arresteret i en kort periode, hvorefter han blev løsladt. Ojukwu gjorde senere forgæves et forsøg på en fortsat politisk karriere.